# Justin Melvey
Justin Melvey (ur. 7 maja 1969 w Sydney, w Nowej Południowej Walii) – australijski aktor telewizyjny i filmowy.
W 1986 ukończył katolicką szkołę Waverley College w Sydney. Debiutował na małym ekranie rolą Harry’ego Reynoldsa w Zatoce serc (Home and Away), która przyniosła mu nagrodę Logie dla najbardziej popularnego nowego talentu w telewizji australijskiej.
W 2001 Melvey przeniósł się do USA i dostał dwuletni kontrakt, grając główną rolę jako dr Colin Murphy w operze mydlanej NBC Dni naszego życia (Days of Our Lives). Grał od października 2001 do stycznia 2003. Pojawił się także w epizodzie jako Andrew Olsen w Szpitalu miejskim (General Hospital).
W 2005 powrócił do Australii. Był uczestnikiem australijskiej wersji Tańca z gwiazdami – Dancing with the Stars (Australia) – udało mu się dojść do półfinału. Rok później ponownie wziął udział w reality show Celebrity Survivor.

## Wybrana filmografia
- 1999-2001: Zatoka serc (Home and Away) jako Harry Keller Reynolds
- 2001-2003: Dni naszego życia (Days of Our Lives) jako dr Colin Murphy # 2
- 2004: Linia uskoku (Faultline) jako Frank Martell
- 2004: Dni naszego życia (Days of Our Lives) jako dr Colin Murphy # 2
- 2005: Śmierć sprzedawczyni (Death of a Saleswoman ) jako Geyer O’Brian
- 2005: Szpital miejski (General Hospital) jako Andrew Olsen
- 2006: Życie na Marsie (Life on Mars) jak Dustin / John Ronson / Lekarz Cloud
- 2006: Recepty (Prescriptions) jako Judd